# Unstoppable (film, 2018)
Pour plus de détails, voir Fiche technique et Distribution.
Unstoppable (hangeul : 성난황소 ; RR : Seongnan hwangso ; littéralement, « Taureau furieux ») est un film d'action sud-coréen écrit et réalisé par Kim Min-ho et sorti le 22 novembre 2018 en Corée du Sud.
Il totalise 1,5 million d'entrées au box-office sud-coréen de 2018.

## Synopsis
Dong-cheol (Ma Dong-seok), un ancien voyou aujourd'hui rangé et travaillant comme vendeur de poissons sur les marchés, vit heureux avec sa femme Ji-soo (Song Ji-hyo). Après l'enlèvement de cette-dernière par la pègre, il se lance dans une violente opération de sauvetage,.

## Fiche technique
- Titre original : 성난황소
- Titre international : Unstoppable
- Réalisation : Kim Min-ho
- Scénario : Kim Min-ho
- Photographie :
- Montage :
- Musique :
- Production : Park Joon-shik
- Société de production : Plusmedia Ent. et B.A. Entertainment
- Société de distribution : Showbox
- Pays d’origine :  Corée du Sud
- Langue originale : coréen
- Format : couleur
- Genre : Action
- Durée : 116 minutes
- Date de sortie :
  - Corée du Sud : 22 novembre 2018

## Distribution
- Ma Dong-seok[1] : Dong-cheol
- Song Ji-hyo[3] : Ji-soo
- Kim Seong-oh (en)
- Kim Min-jae (en)
- Park Ji-hwan
- Bae Noo-ri (en)

## Production
Le tournage se déroule du 4 mai au 3 août 2018,.